# Kajakarstwo na Letnich Igrzyskach Olimpijskich 1968 – C-2 1000 m mężczyzn
C-2 1000 m mężczyzn – jedna z konkurencji rozgrywanych w ramach kajakarstwa, podczas letnich igrzysk olimpijskich w 1968. Eliminacje odbyły się 22 października, repasaże przeprowadzono 24 października, a finał został rozegrany 25 października.
Do eliminacji zgłoszonych zostało 13 państw, z których każde reprezentowane było przez dwóch zawodników. Z każdej rundy eliminacyjnej trójka duetów z najlepszymi czasami awansowała bezpośrednio do finału, pozostałe zaś przystąpiły do fazy rewanżowej, w której trójka najszybszych duetów awansowała do fazy finałowej.
Zawody w tej konkurencji wygrali reprezentanci Rumunii Ivan Patzaichin i Serghei Covaliov. Drugą pozycję zajęli zawodnicy z Węgier Tamás Wichmann i Gyula Petrikovics, trzecią zaś reprezentujący ZSRR Naum Prokupiec i Michaił Zamotin.

## Wyniki

### Eliminacje
Bieg 1
| Miejsce | Zawodnicy                               | Państwo           | Wynik   |
| ------- | --------------------------------------- | ----------------- | ------- |
| 1.      | Naum Prokupiec Michaił Zamotin          | ZSRR              | 4:09,90 |
| 2.      | Bernt Lindelöf Eric Zeidlitz            | Szwecja           | 4:10,50 |
| 3.      | Roland Kapf Klaus Lewandowsky           | RFN               | 4:11,40 |
| 4.      | Juan Martínez Félix Altamirano          | Meksyk            | 4:11,90 |
| 5.      | Bernard Bouffinier Jean-François Millot | Francja           | 4:13,10 |
| 6.      | Rudolf Pěnkava Svatopluk Skarupský      | Czechosłowacja    | 4:31,30 |
| 7.      | William Gates Malcolm Hickox            | Stany Zjednoczone | 4:37,00 |

Bieg 2
| Miejsce | Zawodnicy                            | Państwo  | Wynik   |
| ------- | ------------------------------------ | -------- | ------- |
| 1.      | Ivan Patzaichin Serghei Covaliov     | Rumunia  | 4:03,40 |
| 2.      | Tamás Wichmann Gyula Petrikovics     | Węgry    | 4:04,40 |
| 3.      | Jürgen Harpke Helmut Wagner          | NRD      | 4:21,80 |
| 4.      | Iwan Wyłow Aleksandyr Damjanow       | Bułgaria | 4:26,10 |
| 5.      | Tetsumasa Yamaguchi Nobuatsu Yoshino | Japonia  | 4:30,90 |
| –       | John Wood Scott Lee                  | Kanada   | DSQ     |

### Repasaże
| Miejsce | Zawodnicy                               | Państwo           | Wynik   |
| ------- | --------------------------------------- | ----------------- | ------- |
| 1.      | Juan Martínez Félix Altamirano          | Meksyk            | 4:15,01 |
| 2.      | Rudolf Pěnkava Svatopluk Skarupský      | Czechosłowacja    | 4:20,19 |
| 3.      | Iwan Wyłow Aleksandyr Damjanow          | Bułgaria          | 4:22,17 |
| 4.      | Bernard Bouffinier Jean-François Millot | Francja           | 4:22,76 |
| 5.      | Tetsumasa Yamaguchi Nobuatsu Yoshino    | Japonia           | 4:29,54 |
| 6.      | William Gates Malcolm Hickox            | Stany Zjednoczone | 4:33,49 |

### Finał
| Miejsce | Zawodnicy                          | Państwo        | Wynik   |
| ------- | ---------------------------------- | -------------- | ------- |
| 01 !    | Ivan Patzaichin Serghei Covaliov   | Rumunia        | 4:07,18 |
| 02 !    | Tamás Wichmann Gyula Petrikovics   | Węgry          | 4:08,77 |
| 03 !    | Naum Prokupiec Michaił Zamotin     | ZSRR           | 4:11,30 |
| 4.      | Juan Martínez Félix Altamirano     | Meksyk         | 4:15,24 |
| 5.      | Bernt Lindelöf Eric Zeidlitz       | Szwecja        | 4:16,60 |
| 6.      | Jürgen Harpke Helmut Wagner        | NRD            | 4:22,53 |
| 7.      | Roland Kapf Klaus Lewandowsky      | RFN            | 4:26,36 |
| 8.      | Iwan Wyłow Aleksandyr Damjanow     | Bułgaria       | 4:26,74 |
| –       | Rudolf Pěnkava Svatopluk Skarupský | Czechosłowacja | DSQ     |